# Lange Nacht der Museen
Lange Nacht der Museen (museernes lange nat) er en fællesaktion bestående af flere museer og kulturinstitutioner i et geografisk afgrænset område, som i fællesskab holder åbent til ud på natten, og som markedsføres i fællesskab, for at gøre nye grupper af besøgende opmærksom på kulturelle institutioner.
Lange Nacht der Museen fandt første gang sted i januar 1997 i Berlin. Siden da er antallet af museer, udstillinger og kunstprojekter der deltager i byen steget fra 12 til 125. Et fælles entrékort giver ikke kun adgang til alle deltagende institutioner, men muliggør også den offentlige transport til og mellem disse.
I 2007 blev den med tiden grænseoversskridende aktion støttet af Europarådet. Derfor havde mere end 2.000 museer i 39 lande åbent en lørdag aften den 19. maj 2007. Alene i Europa deltog byerne Baku, Bruxelles, London, Paris, Strasbourg, Zagreb, Bratislava, Barcelona, Madrid, Lissabon, Beograd, Tallinn, Budapest, Venedig, Lugano, Vilnius, Krakow, Warszawa og Bukarest.